# Таха Акгул
Таха Акгул (Сивас, 22. новембар 1990) турски је рвач слободним стилом, и олимпијски победник. На Олимпијским играма дебитовао је 2012. у Лондону где је заузео 9. место, а исте године на Европском првенству у Београду освојио је злато. На Европском првенству 2013. одбранио је титулу, а на Светском првенству је освојио бронзану медаљу. И наредна, 2014. година била је успешна за Акгула, још једном је постао Европски првак, а на Светском првенству је освојио прво злато. До златне медаље стигао је на Европским играма у Бакуу 2015, а на Светском првенству исте године одбранио је титулу. Олимпијски првак постао је у Рио де Жанеиру 2016.